# Eugen Dyckerhoff
Eugen Julius Richard Dyckerhoff (* 8. Mai 1844 in Mannheim; † 4. August 1924 in Biebrich) war ein deutscher Bauunternehmer und Betonpionier.

## Leben
Dyckerhoff war der Sohn des Zementfabrikanten Wilhelm Gustav Dyckerhoff. Dieser gründete zunächst ein Zementwerk bei Wiesbaden (aus dem die Dyckerhoff AG hervorging) und beteiligte sich dann 1865 in Karlsruhe an der Gründung der Gesellschaft zur Herstellung von Betonprodukten Lang & Cie., der späteren Dyckerhoff & Widmann KG. Ein Jahr später trat der Kaufmann Eugen Dyckerhoff in das Unternehmen ein. Er hatte im väterlichen Zementwerk Erfahrungen gesammelt, wo er im werkseigenen Labor unter seinem Bruder Rudolf – einem Chemiker – gearbeitet hatte. Angeregt durch Besuche bei Betonherstellern im Ausland (Niederlande, Österreich, Frankreich) entwickelte er in eigenen Versuchen in Zusammenarbeit mit seinem Bruder Rudolf den Stampfbeton.
Da die Teilhaber das für die weitere Entwicklung nötige Kapital nicht bereitstellen wollten, holte Dyckerhoff 1869 den Karlsruher Geschäftsmann Gottlieb Widmann (1817–1894) in das Unternehmen, dessen Tochter Adele Widmann (1848–1915) er im selben Jahr heiratete. Anfangs produzierte das Unternehmen Skulpturen sowie Rohre, Behälter und Pflasterungen. Besonders mit ihren Rohren war sie erfolgreich, da Dyckerhoff hohe Qualitätsstandards setzte. Fabriken in Biebrich, Nürnberg und Chemnitz (später verlegt nach Dresden) entstanden. 1880 unternahm Dyckerhoff ausgedehnte Versuche mit Gewölben aus Beton, um den Werkstoff auch im Tragwerksbau populärer zu machen, und präsentierte auf der Gewerbe- und Kunstausstellung 1880 in Düsseldorf eine Fußgängerbrücke aus Beton, die große Aufmerksamkeit erregte. Der erste größere Auftrag war 1882 ein großer Hochbehälter für die Wiesbadener Wasserwerke und auch Brücken folgten, unter anderem noch 1882 eine kleine Brücke von 10 m Spannweite in Seifersdorf, die noch heute steht, und 1898–1899 ein Eisenbahn-Viadukt über dem Chemnitztal. Auch im Hochbau konnte das Unternehmen Beton erfolgreich einsetzen, von 1908 bis 1910 entstand z. B. die Garnisonkirche in Ulm von Theodor Fischer aus Beton und 1911–1912 die Jahrhunderthalle in Breslau. 1907 wurde das Unternehmen Dyckerhoff & Widmann in eine Aktiengesellschaft umgewandelt mit Dyckerhoff als Aufsichtsratsvorsitzendem.
Dyckerhoff war von 1899 bis 1911 Vorsitzender des 1898 gegründeten Deutschen Beton-Vereins. Er war Mitglied im Verein Deutscher Ingenieure (VDI) und in dessen Rheingau-Bezirksverein.

## Ehrungen
- 1902: Ehrentitel eines (königlich preußischen) Kommerzienrats
- 1911: Ehrendoktorwürde (als Dr.-Ing. E. h.) der Technischen Hochschule Charlottenburg
- 1911: Ehrenvorsitzender des Deutschen Beton-Vereins
- 1913: Ehrentitel eines (königlich preußischen) Geheimen Kommerzienrats
- 1921: Ehrenbürgerwürde der Technischen Hochschule Karlsruhe
- 1924: Ehrensenator der Technischen Hochschule Darmstadt[4]